# 創価学会を騙った巨額融資詐欺事件
創価学会を騙った巨額融資詐欺事件（そうかがっかいをかたったきょがくゆうしさぎじけん）とは2002年から約2年間、みずほ銀行が被害にあった融資詐欺事件である。主犯のAは創価学会の名誉会長、池田大作の秘書であると身分を詐称し、偽造した創価大学学長からの覚書を見せるなどして信用させ、みずほ銀行から10億円以上の融資を不正に受けていた。Aの詐欺グループ逮捕後、創価大学は「本学が築いてきた社会的信用を悪用した卑劣な行為」とコメントを出した。Aの養親は創価大学教授であったため養子のAが起こした事件が学内で発覚した時に同大を依願退職した。Aは犯行当時は創価学会会員であったが同じ頃に脱会した。

## 概要
2003年（平成15年）に「池田大作の秘書」を名乗る創価学会員Aらがみずほ銀行国分寺支店を訪れ、担当行員に「創価学会関連の迎賓館を建設する」などと架空の話をでっち上げた。Aは「迎賓館を運営する自然食品販売会社が用地取得を請け負う」と担当に融資を依頼。偽造した自然食品販売会社（ペーパーカンパニーだったとされる）の決算報告書や納税証明書などを見せ、銀行側から融資を引き出しだまし取った。詐欺グループは他にも「創価大学の学生寮を建設する計画がある」などと架空の案件を同行に持ちかけさらに融資を募り金銭を騙し取った。しかし、所有権移転登記のため法務局に提出した申請書類に偽造した収入印紙を貼っていたことから事件が発覚。警視庁捜査2課と府中署の捜査によりAら詐欺グループが逮捕された。なお、Aは実際には池田大作の秘書を務めたことはなかった。
被害総額は11億円、14億円、15億円など諸説ある。
Aの詐欺グループ逮捕後、創価大学の田代康則理事長は「本学が築いてきた社会的信用を悪用した卑劣な行為に強い憤りを感じる。」と語った。Aの養親は創価大学教授であったため養子のAが起こした事件が学内で発覚した時に同大を依願退職した。Aは犯行当時は創価学会会員であったが同じ頃に脱会した。

## 詐欺グループのメンバー
リーダー格のAは創価学会会員であり、創価大学一期生、創価大学教授（当時）の養子であった。それらは事実であったが、Aはさらに、池田大作名誉会長の秘書であるとの虚偽をかたり、同じ詐欺グループの自然食品販売会社社長のB（Aと共に逮捕）らを信用させて詐欺を行っていた。銀行との交渉でも「Aが中心になって創価大学教授の息子であることや創価学会とのつながりをちらつかせていた」（関係者）と、自身の立場をフルに悪用していたとみられている。
収入印紙を偽造したのは元会社役員Cと元金型製造業D（両者もAと共に逮捕）。Cは、収入印紙偽造実行役のDに指示を出して収入印紙を偽造させていた。Cの指示を受けたDは横浜市内の自分の事務所で収入印紙をスキャナで読み込みパソコンとプリンターを使って偽造していた。
収入印紙偽造グループのうちの一人は大手銀行の中小企業向け無担保ローンを悪用して数十億円を騙し取ったローン詐欺グループにも所属していた。
銀行に提出するペーパーカンパニーの決算報告書などの書類の偽造は経営コンサルタントであるE（後にA達の共犯として逮捕）が担当した。偽造納税証明書を使った詐欺グループのメンバーでもあった。
さらに、偽造収入印紙を使って土地を購入する役割はAの実姉であるF（Aと共に逮捕）が担当した。
以上6人を含め逮捕者は8人になった。Aは銀行との交渉を受け持ち、他の容疑者はメンバー集め、土地の売買の交渉役、銀行から融資を受けるためのペーパーカンパニーの社長役、財務部長役などをそれぞれ分担していた。

## 経緯
2001年1月から、みずほ銀行国分寺支店はFに融資を行っていた。この融資は詐欺ではなく通常の融資と見られている（後述 #補足 参照）。
2002年にAが同支店を訪れ、創価大学学長がF宛てに出したとする覚書2通を持参して融資を依頼した。覚書は同大学のシンボルマークが印刷され「学生用マンションを大学が借り上げる」という内容の文章で学長印も押されていた。しかし覚書も学長印も偽造されたものであった。
上記依頼に対し、みずほ銀行は創価大学に覚書の真偽を確認せずAの話だけで4億1,500万円と5億5,000万円の2回、計9億6,500万円の融資を行った。
2003年11月、Aのグループは融資の返済を続けていたが、「創価学会が迎賓館を建設する計画がある」と別の架空話をみずほ銀行に持ちかけた。「創価学会本部の意向による事業」で「迎賓館を運営する自然食品販売会社は、Bが社長を務める創価学会の関連企業。創価学会の会員向けに健康飲料や食料品を販売していて学会の関連会社の中で売り上げ規模も中核と位置づけられている。」などと虚偽の説明をして、12月に1億4,000万円の融資を引き出し、だまし取った。
この自然食品販売会社は実体の無いペーパーカンパニーであった。銀行側との交渉には、同社の代理人として主にAがあたり、創価大学教授の息子であることや創価学会とのつながりをちらつかせていた。
また、Aは「自分は 池田大作名誉会長の秘書だ」などと話し、周囲を信用させ、さらに、確定申告書や納税証明書などを偽造して銀行に提出し、融資の審査をくぐり抜けた。Aは実際には秘書を務めてはいなかった。
2003年12月、Aは融資金で購入した東京都国立市の土地約500m2の売買登記を東京法務局府中支局で行うため偽造収入印紙120万円分を司法書士（善意の第三者）に渡して登記を依頼した。同司法書士は渡された収入印紙が偽造されたものであることに気付かず、府中支局職員も当時は不審に思わなかったが、後日、職員が収入印紙の表面の印刷にずれがあることなど不審な点に気付き、鑑定したところ偽造された収入印紙であると判明した。
2004年3月、創価大学が「学生用マンションを大学が借り上げる」という内容の偽造された覚書がみずほ銀行に提出されていたことを把握。大学は被疑者不詳のまま有印私文書偽造の容疑で八王子警察署に告訴した。
2005年5月8日、警視庁はAら7人を逮捕し、9日朝、身柄を東京地検に送った。
総額約15億円にまで増えたグループへの融資であったが、一部は返済され、詐欺容疑として立件できる金額の特定が進められた。
グループ逮捕後、創価大学広報部は「迎賓館や学生用アパートを計画したことはない。覚書は偽造されたもので驚いている。」とコメントした。さらに、創価大学の田代康則理事長は「本学が築いてきた社会的信用を悪用した卑劣な行為に強い憤りを感じる。」と語った。
Aは犯行当時は創価学会会員であったが、2004年3月頃脱会した。また、Aと養子縁組の関係にある創価大学教授は事件が学内で発覚した2004年3月に同大を依願退職した。

## 補足
Aとみずほ銀行国分寺支店との最初の接点は実姉Fが2000年に自宅購入のための住宅ローンの相談を同店にしたことだった。Fの代理人としてAが同店に出入りするようになり、2002年夏にAは創価大学学長がF宛てに出したとする偽造の覚書2通を持参して融資を申し入れたという。